# Greenwood Lake
Pour l’article homonyme, voir Greenwood Lake (New York).
Greenwood Lake est un lac d'environ 12 km de long situé à la frontière entre l'état de New York et le New Jersey.

## Galerie
Il a été représenté par le peintre Jasper Francis Cropsey.

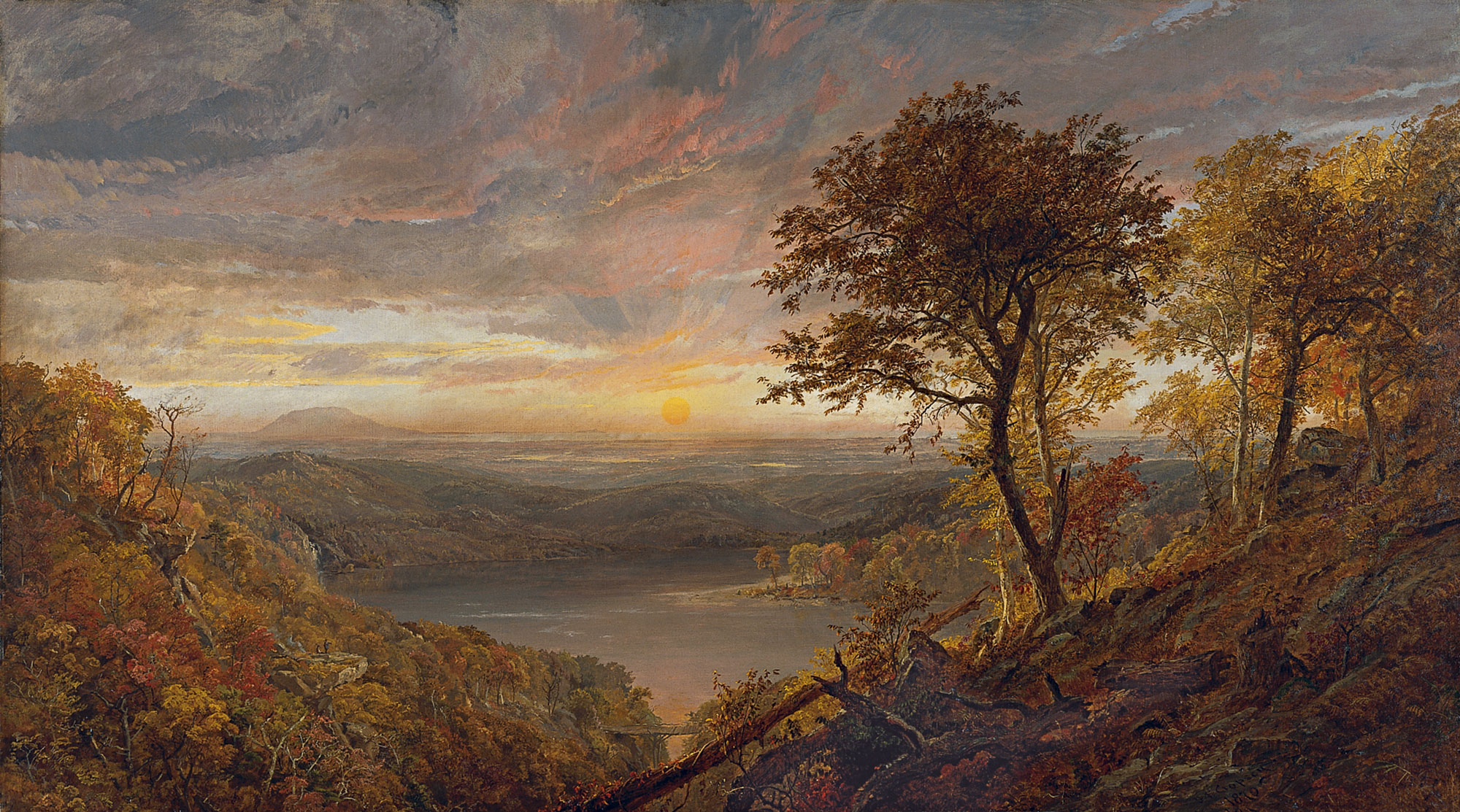
Greenwood Lake[1], Jasper Francis Cropsey, 1870.
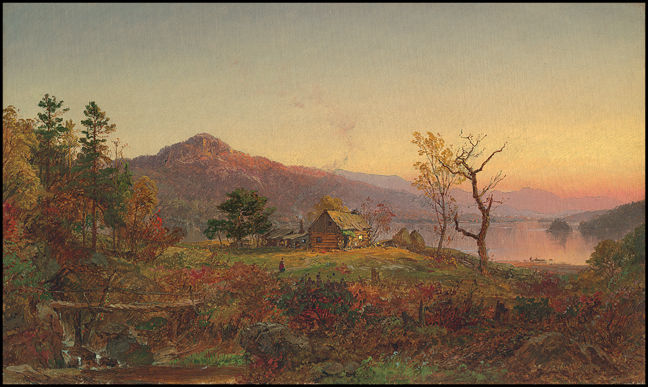
Fisherman's House, Greenwood Lake (New Jersey), Jasper Francis Crospey, 1877.